# Едді Джонсон
Едвард (Еді) Джонсон (англ. Edward "Eddie" Johnson; 31 березня 1984, Баннелл, Флорида) — колишній американський футболіст, нападник. Учасник чемпіонату світу 2006.

## Клубна кар'єра
На Супердрафте MLS 2001 Джонсон був обраний у другому раунді клубом «Даллас Берн», і став одним з наймолодших гравців, підписаних лігою. У січні 2005 року португальська «Бенфіка» пропонувала за трансфер гравця $5 млн, але і ліга, і сам Джонсон відмовилися від цієї пропозиції.
14 лютого 2006 року «Даллас», що мав проблеми із стелею зарплат, «Даллас» обміняв Джонсона в «Канзас-Сіті Візардс» на два пакети розподільних коштів. У міжсезоння 2006 і 2007 років Джонсон тренувався з клубом англійської Прем'єр-ліги «Редінг».
У липні 2007 року зросли спекуляції навколо можливого переїзду Джонсона в англійську Прем'єр-лігу. З'явилася інформація, що «Дербі Каунті» пропонував за гравця $5 млн, але Джонсон віддав перевагу завершити сезон в Канзас-Сіті. 23 січня 2008 року Джонсон перейшов в «Фулгем», пописавши з клубом контракт до літа 2011 року.
Сезон 2008/09 Джонсон провів в оренді в клубі Чемпіоншіпу «Кардіфф Сіті».
31 грудня 2009 Джонсон приєднався на правах оренди на залишок сезону до клубу грецької Суперліги «Аріс».
31 січня 2011 року Джонсон був відданий в оренду на другу половину сезону в клуб Чемпіоншіпу «Престон Норт Енд».
22 грудня 2011 року було оголошено, що Джонсон підписаний клубом чемпіонату Мексики «Пуебла». Проте, він так і не підписав офіційний контракт з клубом через конфлікт думок щодо гравця між технічним штабом і головним тренером Хуаном Карлосом Осоріо.
17 лютого 2012 року Джонсон був підписаний MLS і обраний «Монреаль Імпакт» через процес розподілу, але той же день був обмінений в «Сіетл Саундерс» на Майка Фусіто і Ламара Нігла.
17 грудня 2013 року Джонсон був обмінений в «Ді Сі Юнайтед» на розподільчі кошти. У березні 2015 року було повідомлено, що Едді Джонсон може завершити кар'єру через проблеми із серцем. 1 листопада 2015 було формально оголошено, що Джонсон завершив кар'єру у зв'язку з хворобою серця.

## Міжнародна кар'єра
У 2000—2001 роках Джонсон грає за юнацьку збірну США, відзначився 23 голами у 25 матчах.
У складі молодіжної збірної США Джонсон брав участь чемпіонаті світу серед молодіжних команд 2003 року, де він став володарем Золотого бутсу найкращого бомбардира турніру з чотирма забитими голами.
9 жовтня 2004 року Джонсон дебютував за першу збірну США в матчі кваліфікації до чемпіонату світу 2006 року проти збірної Сальвадору, і в ньому ж відзначився першим забитим голом за збірну.
У складі збірної став дворазовим переможцем Золотого кубка КОНКАКАФ, а також був учасником чемпіонату світу 2006 року та Кубка Америки 2007 року.
Всього провів за збірну 63 матчі та забив 19 голів.

## Досягнення
Міжнародні
 Збірна США
- Золотий кубок КОНКАКАФ (2): 2007, 2013

Особисті
- Найкращий молодий гравець року в США: 2004